# Frederik Gersdorff (officer)
 For alternative betydninger, se Frederik Gersdorff. (Se også artikler, som begynder med Frederik Gersdorff)
Frederik von Gersdorff (født 11. november 1651 i Norge, død 6. maj 1724 på Riber Kjærgård) var dansk-norsk officer og Generalløjtnant under Christian V og Frederik IV. Han var medlem af Geheimerådet og blev Hvid ridder i 1707.

## Baggrund
Han blev født i Norge, som den eneste søn af oberst, chef for Trondhjemske infanteriregiment Christopher Friedrich von Gersdorff (1620-1680) og Dorte Giedde (1625-c.1651), datter af rigsadmiral Ove Giedde. Hans far, der blev 2. gang gift med med Elisabeth Bielke (1613-), datter af Norges riges kansler Jens Bielke til Østraat, fik 14 april 1656 bevilling på at nyde danske adelige rettigheder. Han nedstammede fra Malschwitz-linjen til Gersdorff slægten der udvandrede fra Oberlausitz og Sachsen til Danmark.

## Karriere
Frederik von Gersdorff stod 1662-1674 i nummer som fænrik ved to af faderens regimenter i Norge, først den Bergenhusiske regiment og derefter den Oplandske regiment, var en tid 1671 kammerjunker hos kongen, og kom også som ung i hollandsk og spansk tjeneste. Indtil foråret 1677 var han derefter ritmester i Norge, og herefter fulgte han som volontær felttoget i Skåne, fra 1678 som major og kar. oberstløjtnant, der han deltog i kampen om Karlshamn. Ved fredsslutningen 1679 blev han reduceret, men næste år udnævnt til oberstløjtnant, 1683 til kar., 1684 til virkelig oberst og chef for Marineregimentet. 1693 blev han brigader og 1699 generalmajor i Norge, men allerede næste år inspektør over infanteriet i Jylland og Fyn.
April 1703 beordredes han som næstkommanderende ved hjælpekorpset i kejser Leopold Is tjeneste i Italien og i sommeren 1704 indtraf han ved korpset der da stod i Ungarn, hvor de dansk-norske styrker skulle hjelpe med at nedkæmpe oprøret ledet af Frans II Rákóczy (1676-1735) mod Habsburgernes styre i Ungarn. 1704-1705 var korpset under generalløjtnant, rigsgreve Adam Fredrik Trampe i vinterkvarter i Tyskland, men senere på året 1705 - efter at Trampe døde syg efter en træfning på Donauøen Schütt og kommandoen blev overtaget af generalløjtnant Andreas Harboe - var det atter i Ungarn og høstede hovedæren i kampen ved Szibo 11. november, hvor Gersdorff førte de danske dragoner og ryttere der formåede at drive det ungarske kavaleri på flugt, og derefter at storme de ungarske befæstninger. Næste år blev Gersdorff midlertidig øverstkommanderende. Han ansøgte kong Frederik IV om forfremmelse til generalløjtnant og chef for korpset eller anvendelse andetsteds. Han var dog for lidt hofmand, for meget ligefrem soldat til at være velset ved hove – i øvrigt ej heller ældst generalmajor – og kongen gav kommandoen til generalløjtnant greve Frederik Ahlefeldt-Laurvigen (1662-1708) der først 1707 ankom til korpset, så Gersdorff vedblivende beholdt kommandoen. Ved Ahlefeldts død blev Gersdorff endelig generalløjtnant og chef, førte korpset i et kortvarigt felttog og vendte derefter hjem til Danmark 1709.
Da Frederik IV ville forsøge at genvinde Skåne, blev Gersdorff udnævnt til næstkommanderende for invationshæren efter general Christian Ditlev Reventlow (1671-1738) med ansvar for infanteritropperne og som sådan førte han den første landingsstyrke af i alt 2.000 mand bestående af bataljoner fra Grenaderkorpset, Den Konglige Livgarde og Dronningens Livregiment ved landstigningen i Råå den 12. november 1709. Men allerede i december samme år blev han udkommanderet til hjælpekorpset i Flandern hvor han som næstkommanderende under hertug Carl Rudolph af Württemberg-Neuenstadt (1667-1742) og deltog i felttogene indtil 1714, da han førte den hollandske del af korpset hjem til Danmark og hermed afsluttede en 50-årig løbebane som soldat.
Gersdorff ejede en tid Bramstrup i Åsum herred, samt Lindved på Fyn, og i en kort tid Urup i Vor herred. I anden halvdel af det 17. århundrede led landbruget i Danmark af store problemer, og mange gårde havde det svært. Dette fortsatte i begyndelsen af det 18. århundrede, og i 1722 gik Gersdorff konkurs (på Fyn) og han blev tvunget til at sælge Bramstrup og Lindved. Han ejede ellers Riber Kjærgård syd for Bramming, på hvilken sidste han mest opholdt sig. Denne ejendom købte Gersdorff af sin svoger Erik Krags enke Vibeke Rosenkrantz, og fik Ernst Brandenburger til at genopbygge hovedhuset med en åben u-form med to lange sidevinger. I 1700 fik Gersdorff sognekirken Hunderup af kronen, som kort derefter Gersdorff gav et nyt interiør i høj barok. Kirkens altertavle og prædikestol er blandt andet fra Gersdorffs tid. Riber Kjærgårds gods bestod af 10.000 tønner land mellem mellem Kongeåen og Sneum å.

## Familie
Gersdorff blev gift 1. gang 1683 gift med baronesse Ide Sophie Juel (1663-1685), datter af gehejmeråd, baron Jens Juel (1631-1700) og Vibeke Skeel (1633-1685), uden afkom, og gift 2. gang i 1685 med Edele Margrethe Krag (1665-1739), datter af gehejmeråd, oversekretær Erik Krag (1620-1672) og Vibeke Pallesdatter Rosenkrantz (-c.1688). Feltmarskal baron Hannibal von Degenfeld (1648–1691) var gift med hans søster Anna Marie von Gersdorff og dermed hans svoger. De følgende seks børn blev født fra det andet ægteskab.
- Ide Sophie (1786-1726), gift med generalmajor Hans Brockenhuus-Løwenhielm (1679–1734),
- Vibeke Dorothea (1687-1720), gift 1. gang med baron Jørgen Gyldenkrone (1682-1714) til Urup, søn af Wilhelm Marselis, lensbaron Gyldenkrone, til baroniet Vilhelmsborg (1645-1683) og Regitze Sophie Vind (1660-1692), og gift 2. gang med Gotfred von Pentz (1672-1726), Stiftsamtmand in Aalborg,
- Edel Margrethe (1689-1710), gift med Joachim von Gersdorff (1677-1745), af Krischa-linjen til Gersdorff slægten, til Isgaard, Kvelstrup og Vosnæsgaard, Amtmand over Kalø (et embede han overtog fra sin far der han afstået det), Justitsråd, Etatsråd og Konferensråd, søn til Christian von Gersdorff (1644-1725) til Aakjær, Kvelstrup og Søbygaard, Etatsråd, Rentemester og Assessor i Søetatens Kommissariat, Amtmand over Kalø amt, og Sophia Nansen (1657-1704), barnebarn til handelsmanden og borgmester i København Hans Nansen (1598-1667),
- Erik (1691-1692), død 1 år gammel,
- Christian Frederik (1697-1759), oberstløjtnant, gift 1. gang med komtesse Anne Trolle Holck (1700-1728); 2. gang med Pallene Trolle Urne (1711-1776),
- Christoph Frederik (1699-1748), oberstløjtnant, gift med Margrethe Rosenørn (1715-1786), datter til oberst Poul Rosenørn (1670-1737), til Tvilumgaard og Meilgaard, og Mette Pedersdatter Benzon (1693-1752).